# Римски-Корсаков (архипелаг)
Вижте пояснителната страница за други значения на Римски-Корсаков.
Римски-Корсаков е архипелаг на Русия в Японско море разположен в западната част на залива Петър Велики. Той се състои от 6 големи острова (Стенина, Болшой пелис, Матвеев, Дурново, Хилдебранд, Де Ливрон) и десетки по-малки острова и кекури. Най-голям от всички е Болшой пелис.
За пръв път островите са открити през 1851 г. от френски китоловен кораб, а през 1852 г. са описани от френски моряци пътуваци на кораба „Каприз“. Те кръщават островите с името Iles Pelees (от френски - Голите острови). През 1854 г. островите са изследвани от руски екипажи на корабите „Палада“ и „Восток“ и получават името Корсаков. През 1862 - 1863 г. архипелагът бил подробно проучен и впоследствие наречен на командира на шхуната „Восток“ Войн Андреевич Римски-Корсаков.
Водите около архипелага са включени в състава на морски резерват. Островите са необитаеми.